# Luck Be a Landlord
Luck Be a Landlord è un videogioco di genere roguelike costruzione di mazzi con elementi di slot machine sviluppato e pubblicato da TrampolineTales per Linux, macOS, Windows, Android, IOS, Nintendo Switch, PlayStation 4, PlayStation 5, Xbox One e Xbox Series X/S.

## Modalità di gioco
L'obiettivo del giocatore è pagare il padrone di casa utilizzando una slot machine. Ad ogni round, il giocatore dovrà far girare la slot machine per generare delle somme di denaro; Dopo ogni giro, il giocatore può aggiungere un altro simbolo: i diversi simboli possono interagire tra loro così da generare denaro aggiuntivo tramite effetti speciali. Per esempio, i simboli "gatto" possono bere i simboli "latte" mentre i simboli "ape" possono impollinare i fiori. A volte, i simboli possono distruggere altri simboli, permettendo di aggiungerne altri alla fine di un giro. Al termine di un round, è possibile scegliere un oggetto in grado di fornire ulteriori effetti aggiuntivi. Il giocatore vince se riesce a pagare con successo l'affitto per 12 round, sconfiggendo così il padrone di casa. Dopo il round 12, è possibile proseguire la partita tramite una modalità infinita e tentare di superare il maggior numero di round possibili.

## Sviluppo
Dan DiIorio ha iniziato lo sviluppo del gioco dopo essere stato ispirato da Slay the Spire e dall'interfaccia freeware per Windows 98. Dilorio si descrive come un "uomo di sinistra recentemente radicalizzato" che, dopo essersi trasferito in un nuovo appartamento, si chiese perché l'affitto fosse necessario. Nel gioco è presente la volontà dello sviluppatore di realizzare un gioco di slot machine che non dipendesse da microtransazioni predatorie. Il gioco è entrato in accesso anticipato su Steam l'8 gennaio 2021; All'epoca, DiIorio faticava ad acquistare dei farmaci e perciò fu costretto a rallentarne lo sviluppo. Ad un certo punto, il gioco divenne improvvisamente popolare tra gli streamer. È stato successivamente pubblicato per Linux, macOS e Windows il 6 gennaio 2023 mentre le versioni per iOS e Android sono uscite il 21 luglio 2023. Il gioco è uscito su Nintendo Switch, PlayStation 4, PlayStation 5, Xbox One e Xbox Series X/S il 6 febbraio 2025.

## Accoglienza
Rock Paper Shotgun ha affermato che è il gioco è "una celebrazione compulsiva della sciocchezza e una parodia di successo del capitalismo". Eurogamer lo ha definito come "un mix sorprendentemente avvincente", riferendosi alla combinazione di diversi generi videoludici, mentre TouchArcade ha affermato che è un mix perfetto tra costruzione di mazzi e gioco d'azzardo, nonostante inizialmente possa sembrare un prodotto con cui  distrarsi momentaneamente. Pocket Gamer ha affermato che il gioco è "sorprendentemente semplice ma pieno di profondità" e "incredibilmente avvincente".
Il gioco è stato vietato su Google Play in tredici paesi in quanto violerebbe le norme sui giochi d'azzardo simulati. DiIorio sottolinea l'incoerenza di tale violazione, paragonando il gioco ad altri videogiochi simili basati su microtransazioni ma che sono comunque disponibili e leciti in quei paesi.